# Chaker Bargaoui
Chaker Bargaoui, né le 4 avril 1983 à Siliana, est un footballeur international tunisien. Il évolue au poste de milieu de terrain défensif.

## Clubs
- 2005-2013 : Club sportif sfaxien ( Tunisie)
- 2013-2014 : Club athlétique bizertin ( Tunisie)
- 2014-2015 : Stade tunisien ( Tunisie)

## Palmarès
- Coupe de la CAF (2) : 2007, 2008
- Coupe nord-africaine des vainqueurs de coupe (1) : 2009
- Championnat de Tunisie (1) : 2005
- Coupe de Tunisie (2) : 2005, 2009